# Bitwa pod Leszczawą Górną
Bitwa pod Leszczawą Górną – bitwa stoczona 28 października 1944 roku w rejonie wsi Leszczawa Górna, pomiędzy czarnoleskim kureniem UPA, a sowieckim oddziałem NKWD.
Niektóre źródła podają również datę bitwy na 22 lub 24 października 1944.
W lecie 1944, przed nadejściem frontu, oddziały UPA na terenie Generalnego Gubernatorstwa wycofały się w wyższe partie Karpat Wschodnich, aby przeczekać przejście frontu. We wrześniu 1944, po przejściu frontu sotnie „Chomy” (NN), oraz „Czornoho” (NN), wchodzące w skład czarnoleskiego kurenia UPA „Smertonosci”, dowodzonego przez „Kulię”, powracając na swoje tereny, zatrzymały się na terenie Pogórza Przemyskiego, w rejonie Turnicy. W październiku zostały one wzmocnione przez 7 spadochroniarzy ukraińskich, zrzuconych przez Niemców, oraz zmobilizowanych członków SKW. 18 października obie sotnie z rejonu Turnicy przez Jamnę i Grąziową przeszły w rejon Trzciańca i Leszczawy Górnej, a 20 października zakwaterowały się w Leszczawie Górnej.
W tym czasie na zapleczu frontu działały silne oddziały NKWD.
28 października 1944 o godzinie 5 rano oddział NKWD, liczący 300 żołnierzy zaatakował zgrupowanie około 500 żołnierzy UPA, uzbrojonych w 70–80 karabinów maszynowych. Zaraz po rozpoczęciu bitwy dotarły posiłki NKWD w sile 800 żołnierzy, wsparte przez kilka samochodów pancernych, a w południe jeszcze 300 żołnierzy. Bitwa trwała około 15 godzin, po których oddziały sowieckie wycofały się. 
Oddział UPA stracił 17 zabitych (w tym sotennego „Chomę”), 8 rannych, 3 zmarłych z ran i 3 spalonych żywcem. W bitwie tej brał udział sotenny „Chrin” (jeszcze jako dowódca czoty w sotni „Chomy”). Wsławił się odwagą, niszcząc jeden samochód pancerny, został przy tym ciężko ranny w obie ręce.
Straty oddziału NKWD to rzekomo 207 zabitych (w tym 1 generał i kilkunastu wyższych oficerów), spalone 2 samochody pancerne, 13 wojskowych ciężarówek i limuzyna w której jechał wzmiankowany generał. 
Po tej bitwie część oddziałów UPA została rozformowana, zasilając oddziały SKW, część natomiast powróciła w Karpaty Wschodnie, na teren Odcinka Taktycznego „Czornyj Lis”.
Była to największa w Polsce bitwa pomiędzy UPA a wojskami sowieckimi.

## Literatura
- Omelian Płeczeń: 9 lat w bunkrze, Lublin 1991.
- Stepan Stebelski „Chrin”: Przez śmiech żelaza, Oficyna Wydawnicza Mireki 2012, ISBN 978-83-89533-93-7.
- Йосип Михайлович Свинко: Ямна - Знищене Село Перемишлького Краю, ISBN 966-07-0459-3